# Bank Spółdzielczy w Bieczu
Bank Spółdzielczy w Bieczu – bank spółdzielczy z siedzibą w Bieczu w Polsce. Bank zrzeszony jest w Banku Polskiej Spółdzielczości S.A. Piąty pod względem wielkości bank spółdzielczy w województwie małopolskim.

## Historia
Bank został założony po II wojnie światowej. W 1982 wybudowano siedzibę główną banku.
Rozwój banku nastąpił po upadku realnego socjalizmu w Polsce. W 1991 skomputeryzowano czynności bankowe oraz dostosowano ofertę do wymogów wolnego rynku. W 1992 przystąpiono do Banku Unii Gospodarczej SA (który w 2002 wszedł w skład Banku Polskiej Spółdzielczości SA).
W 1995 z inicjatywy Narodowego Banku Polskiego podjęta została decyzja o przyłączeniu do bieckiego banku, Banku Spółdzielczego w Jaśle. W tym samym czasie walne zgromadzenie Banku Spółdzielczego w Dębowcu również podjęło decyzję o przyłączeniu tamtejszego banku do BS w Bieczu. Oficjalnie przyłączenie obu banków nastąpiło 19 stycznia 1996.
W 2001 decyzję o połączeniu się z bieckim BS podjął Bank Spółdzielczy w Tarnowcu.

## Władze
W skład zarządu banki wchodzą:
- prezes zarządu
- 2 wiceprezesów
- 2 członków zarządu

Czynności nadzoru banku sprawuje 10-osobowa rada nadzorcza.

### Prezesi zarządu banku
- Marian Śliwiński (brak danych)
- Władysław Buk (1947–1952)
- Julian Stępień (1952–1954)
- Jan Przybyłowicz (1954–1973)
- Józef Sołtys (1973–1996)
- Ryszard Szetela (1996– nadal)

## Placówki
- Centrala w Bieczu
- oddziały:
  - Dębowiec
  - Jasło
  - Skołyszyn
  - Tarnowiec
- filie:
  - Biecz
  - Ciężkowice
  - Gorlice
  - Jasło
  - Krosno
  - Nowy Żmigród
  - Osiek Jasielski
  - Tuchów
- punkty kasowe:
  - Jasło
  - Libusza
  - Skołyszyn
  - Rożnowice